# Gran Premio de Abu Dabi
El Gran Premio de Abu Dabi es una carrera de automovilismo válida para el Campeonato Mundial de Fórmula 1 que se disputa anualmente con monoplazas en el circuito Yas Marina, ubicado en la Isla de Yas, en Abu Dabi, Emiratos Árabes Unidos. En 2009 se convirtió en la segunda carrera en disputarse en la región de Oriente Medio, luego del Gran Premio de Baréin estrenado en 2004. La GP2 Series sirvió como telonera desde el 2010 hasta la extinción de la categoría en 2016, a excepción de la temporada 2012. Desde 2017 es telonera del Campeonato de Fórmula 2 de la FIA. La GP2 Asia Series lo hizo en las temporadas 2009-10 y 2011.
La primera edición del Gran Premio, que tuvo lugar el 1 de noviembre de 2009, fue anunciada a principios de 2007 en el Festival de Fórmula 1 de Abu Dabi. Tiene lugar en noviembre y es la última o penúltima carrera de la temporada.
Después del Gran Premio de Singapur de 2008, la primera carrera de Fórmula 1 corrida de noche, la BBC dio a conocer rumores que afirmaban que los organizadores de la carrera de Abu Dabi habrían considerado realizar futuras carreras de noche. Casi un año después, se confirmó que la carrera empezaría al atardecer, finalizando por la noche.
En 2021 tras críticas a la dificultad de adelantamientos en el trazado, se tomaría la decisión de modificar curvas del circuito para impulsar las maniobras de sobrepaso, las curvas modificadas fueron las curvas 5, 6, 7, 11, 12, 13, 14, 18, 19, 20.

## Ganadores

### Fórmula 1
| Año  | Piloto               | Equipo/Motor        | Circuito   | Resultado  |
| ---- | -------------------- | ------------------- | ---------- | ---------- |
| 2009 | Sebastian Vettel     | Red Bull-Renault    | Yas Marina | Resultados |
| 2010 | Sebastian Vettel (2) | Red Bull-Renault    | Yas Marina | Resultados |
| 2011 | Lewis Hamilton       | McLaren-Mercedes    | Yas Marina | Resultados |
| 2012 | Kimi Räikkönen       | Lotus-Renault       | Yas Marina | Resultados |
| 2013 | Sebastian Vettel (3) | Red Bull-Renault    | Yas Marina | Resultados |
| 2014 | Lewis Hamilton (2)   | Mercedes            | Yas Marina | Resultados |
| 2015 | Nico Rosberg         | Mercedes            | Yas Marina | Resultados |
| 2016 | Lewis Hamilton (3)   | Mercedes            | Yas Marina | Resultados |
| 2017 | Valtteri Bottas      | Mercedes            | Yas Marina | Resultados |
| 2018 | Lewis Hamilton (4)   | Mercedes            | Yas Marina | Resultados |
| 2019 | Lewis Hamilton (5)   | Mercedes            | Yas Marina | Resultados |
| 2020 | Max Verstappen       | Red Bull-Honda      | Yas Marina | Resultados |
| 2021 | Max Verstappen (2)   | Red Bull-Honda      | Yas Marina | Resultados |
| 2022 | Max Verstappen (3)   | Red Bull-RBPT       | Yas Marina | Resultados |
| 2023 | Max Verstappen (4)   | Red Bull-Honda RBPT | Yas Marina | Resultados |
| 2024 | Lando Norris         | McLaren-Mercedes    | Yas Marina | Resultados |

### Puntuación doble
En el año 2014 la puntuación otorgada a conductores y equipos era el doble de una carrera normal, pues se pretendía mantener la emoción hasta la última carrera del campeonato (que era precisamente en Abu Dabi).
Esta regla creó cierta polémica por lo que solo se llevó a cabo el año 2014. En el 2015 volvió a tener puntuación simple.

## Estadísticas

### Pilotos con más victorias
| Victorias | Piloto           | Años                         |
| --------- | ---------------- | ---------------------------- |
| 5         | Lewis Hamilton   | 2011, 2014, 2016, 2018, 2019 |
| 4         | Max Verstappen   | 2020, 2021, 2022, 2023       |
| 3         | Sebastian Vettel | 2009, 2010, 2013             |
| 1         | Kimi Räikkönen   | 2012                         |
| 1         | Nico Rosberg     | 2015                         |
| 1         | Valtteri Bottas  | 2017                         |
| 1         | Lando Norris     | 2024                         |

### Constructores con más victorias
| Victorias | Constructor | Años                                     |
| --------- | ----------- | ---------------------------------------- |
| 7         | Red Bull    | 2009, 2010, 2013, 2020, 2021, 2022, 2023 |
| 6         | Mercedes    | 2014, 2015, 2016, 2017, 2018, 2019       |
| 2         | McLaren     | 2011, 2024                               |
| 1         | Lotus       | 2012                                     |